# Epitranus inops
Epitranus inops är en stekelart som beskrevs av Wallace A. Steffan 1957. Epitranus inops ingår i släktet Epitranus och familjen bredlårsteklar. Inga underarter finns listade i Catalogue of Life.